# Opravdanje (religija)
Opravdanje ili pravednost u katoličkoj teologiji pojam "opravdanja" odnosi se na događaj u kojem Bog mijenja ljudska bića iz stanja nepravde i grijeha u stanje pravednosti ili milosti pred Bogom.
Teološki izraz justifikacija (opravdanje) dolazi iz latinskog iustificatio/iustitia što je prijevod grčkog dikaiosyne te neizravno hebrejskih izraza sedeq i sedaqa. Svi ostali izrazi znače "pravdu" ili "pravednost".